# Château du Hallier (Loiret)
Pour les articles homonymes, voir Château du Hallier.
Le château du Hallier est un château français situé à Nibelle, dans le département du Loiret et la région Centre-Val de Loire.

## Historique

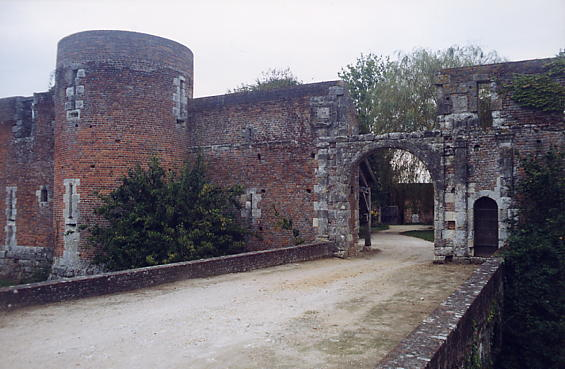
Portail d'entrée du château du Hallier

La date de la construction n'est pas connue précisément. Le château fut vendu à Charles de l'Hospital en 1537.
Au XVIIIe siècle, le château est utilisé comme « carrière » ; le second étage carré disparaît.
Au XIXe siècle, le château devient une ferme.
Le château est inscrit à l'inventaire des Monuments historiques depuis 1967.